# In the Flesh – Live
In th Flesh – Live je videozáznam koncertu britského baskytaristy a zpěváka Rogera Waterse, jednoho ze zakladatelů skupiny Pink Floyd. Video vyšlo na DVD a VHS v roce 2001.
V letech 1999–2002 uspořádal Roger Waters turné nazvané In the Flesh, na kterém bylo nahráno stejnojmenné koncertní album i videozáznam. Na koncertech z tohoto turné zazněly úspěšné skladby skupiny Pink Floyd, které Waters složil, a také jeho vlastní sólová tvorba z alb, která vydal v letech 1984–1992. Novinkou byl poslední přídavek, který tvořila zcela nová píseň „Each Small Candle“.
Část hudebníků, kteří Waterse doprovázeli, již s ním spolupracovali na jeho sólových albech. Klávesista Jon Carin je jedním z mála muzikantů, kteří hráli jak s Watersem, tak i s kapelou Pink Floyd (mezi lety 1987–1994) a později i s jejich kytaristou Davidem Gilmourem (2006).
Vydaný videozáznam byl natočen na koncertě v americkém Portlandu, který se konal 27. června 2000. DVD navíc obsahuje 30minutový dokument „za scénou“, diskografii, biografie či fotografie.

## Seznam skladeb
1. „In the Flesh“ (Waters)
2. „The Happiest Days of Our Lives“ (Waters)
3. „Anotehr Brick in the Wall, Part 2“ (Waters)
4. „Mother“ (Waters)
5. „Get Your Filthy Hands Off My Desert“ (Waters)
6. „Southampton Dock“ (Waters)
7. „Pigs on the Wing, Part 1“ (Waters)
8. „Dogs“ (Waters, Gilmour)
9. „Welcome to the Machine“ (Waters)
10. „Wish You Were Here“ (Gilmour/Waters)
11. „Shine On You Crazy Diamond, Parts 1–8“ (Gilmour, Waters, Wright)
12. „Set the Controls for the Heart of the Sun“ (Waters)
13. „Speak to Me/Breathe“ (Gilmour, Waters, Wright, Mason)
14. „Time/Breathe (Reprise)“ (Gilmour, Mason, Waters, Wright)
15. „Money“ (Waters)
16. „Every Stranger's Eyes“ (Waters)
17. „Perfect Sense, Parts 1 & 2“ (Waters)
18. „The Bravery of Being Out of Range“ (Waters)
19. „It's a Miracle“ (Waters)
20. „Amused to Death“ (Waters)
21. „Brain Damage“ (Waters)
22. „Eclipse“ (Waters)
23. „Comfortably Numb“ (Gilmour, Waters)
24. „Each Small Candle“ (Waters)

## Obsazení
- Roger Waters – baskytara, akustická kytara, zpěv
- Doyle Bramhall II – kytary, vokály, zpěv (3, 8, 13, 14, 15, 23)
- Andy Fairweather-Low – kytary, baskytara, vokály
- Snowy White – kytary
- Andy Wallace – klávesy, Hammondovy varhany
- Jon Carin – klávesy, lap steel kytara, programování, kytary, zpěv (8, 13)
- Norbert Stachel – saxofony
- Katie Kissoon – vokály, zpěv (4)
- Susannah Melvoin – vokály
- P. P. Arnold – vokály, zpěv (17)
- Graham Broad – bicí, perkuse